# Dario Krešić
Dario Krešić est un footballeur international croate né le 11 janvier 1984 à Vukovar. Il évoluait au poste de gardien de but..

## Carrière
- 2002-2006 : Eintracht Trier ( Allemagne)
- 2006-2009 : Paniónios ( Grèce)
- 2009-2012 : PAOK Salonique ( Grèce)
- 2012-2013 : Lokomotiv Moscou ( Russie)
- 2014 : 1. FSV Mayence 05 ( Allemagne)
- 2014-201. : Bayer Leverkusen ( Allemagne)